# Leandro Faggin

Faggin in den 1960er Jahren

Leandro Faggin (* 18. Juli 1933 in Padua; † 6. Dezember 1970 ebenda) war ein italienischer Radrennfahrer. Faggin war zweifacher Olympiasieger und vierfacher Weltmeister in der Einerverfolgung.

## Sportliche Laufbahn
Leandro Faggin wurde 1954 italienischer Meister in der Einerverfolgung und im gleichen Jahr in derselben Disziplin Amateurweltmeister. 1955 war er Dritter der Amateurweltmeisterschaften. Bei den Olympischen Sommerspielen 1956 in Melbourne trat Faggin im 1000-Meter-Zeitfahren und in der Mannschaftsverfolgung (mit Valentino Gasparella, Franco Gandini, Antonio Domenicali und Virginio Pizzali) an und gewann in beiden Disziplinen die Goldmedaille, in der Mannschaftsverfolgung mit neuem Welt- und olympischem Rekord (4:37,4 min). Im selben Jahr wurde er bei den Bahn-Radweltmeisterschaften Zweiter in der Einerverfolgung der Amateure.
1957 wechselte Faggin zu den Profis und gewann den nationalen Titel in der Einerverfolgung. Bis 1968, dem Jahr, in dem er seine Karriere beendete, gewann er diesen Titel alljährlich. 1959 errang er zusätzlich den Titel im Omnium. Faggin nahm auch an den Bahn-Radweltmeisterschaften in seiner Spezialdisziplin, der Einerverfolgung, teil. 1958 wurde er Zweiter, 1961 Dritter und 1962 erneut Zweiter, bevor er 1963 erstmals Verfolgungsweltmeister der Profis wurde. Nachdem er 1964 nur Zweiter geworden war, wurde er 1965 und 1966 erneut Weltmeister. 1967 und 1968 belegte er jeweils den dritten Platz. Insgesamt gewann er zwölf Medaillen bei Olympischen Spielen und Weltmeisterschaften und gilt neben seinem Landsmann Guido Messina als einer der besten Verfolger „aller Zeiten“. Zusätzlich stellte er drei Weltrekorde über 5000 Meter ohne Schrittmacher auf.
Neben den Erfolgen bei den Bahnweltmeisterschaften gewann Faggin auch acht Sechstagerennen. Bei den UCI-Weltmeisterschaften 1967 wurde er positiv auf Dopingmittel getestet und mit einer Geldstrafe belegt.
1970 starb Faggin im Alter von 37 Jahren in seiner Heimatstadt Padua nach langer Krankheit. In Padua sind eine Straße sowie ein Radsportverein nach ihm benannt; der Verein Scuola di Ciclismo „Leandro Faggin“ betreibt das dortige Velodromo Giovanni Monti. 1956 ehrte ihn die italienische Regierung mit dem Verdienstorden der Italienischen Republik in der Ordensklasse „Cavaliere“ (Ritter).

## Erfolge
1954
- Amateur-Weltmeister – Einerverfolgung
- Italienischer Meister – Einerverfolgung

1955
- Amateur-Weltmeisterschaft – Einerverfolgung

1956
- Olympiasieger – 1000-Meter-Zeitfahren, Mannschaftsverfolgung (mit Valentino Gasparella, Antonio Domenicali, Franco Gandini und Virginio Pizzali)
- Amateur-Weltmeisterschaft – Einerverfolgung

1957
- Italienischer Meister – Einerverfolgung

1958
- Amateur-Weltmeisterschaft – Einerverfolgung
- Italienischer Meister – Einerverfolgung

1959
- Sechstagerennen von New York (mit Ferdinando Terruzzi)
- Italienischer Meister – Einerverfolgung, Omnium

1960
- Italienischer Meister – Einerverfolgung

1961
- Weltmeisterschaft – Einerverfolgung
- Sechstagerennen von Melbourne (mit John Young)
- Italienischer Meister – Einerverfolgung

1962
- Weltmeisterschaft – Einerverfolgung
- Italienischer Meister – Einerverfolgung

1963
- Weltmeister – Einerverfolgung
- Italienischer Meister – Einerverfolgung

1964
- Weltmeisterschaft – Einerverfolgung
- Sechstagerennen von Melbourne (mit Ferdinando Terruzzi)
- Sechstagerennen von Mailand (mit Rik Van Steenbergen)
- Italienischer Meister – Einerverfolgung

1965
- Weltmeister – Einerverfolgung
- Sechstagerennen von Montreal (mit Freddy Eugen)
- Sechstagerennen von Adelaide (mit Joe Ciavola )
- Italienischer Meister – Einerverfolgung

1966
- Weltmeister – Einerverfolgung
- Sechstagerennen von Montreal (mit Freddy Eugen)
- Italienischer Meister – Einerverfolgung

1967
- Weltmeisterschaft – Einerverfolgung
- Sechstagerennen von Montreal (mit Horst Oldenburg)
- Italienischer Meister – Einerverfolgung

1968
- Weltmeisterschaft – Einerverfolgung